# Gynoplistia speciosa
Gynoplistia speciosa là một loài ruồi trong họ Limoniidae. Chúng phân bố ở miền Australasia.